# Bartholdus Vhael
Bartholdus "Pärttyli" Gabrielis Vhael, född 1667 i Uleåborg, död 19 januari 1723 i Stockholm, var en finländsk präst och skriftställare. 
Vhael blev student 1684, collega superior vid Vasa trivialskola 1692, pastor vid det till Riga förlagda Österbottens regemente 1694 samt kyrkoherde i Ilmola 1699. Under Stora ofreden flydde han till Sverige. Han tillfångatogs 1717 i Övertorneå socken av ett strövande kosackparti, men förordnades sedermera till predikant för de i ryska armén tjänande tyskarna och därefter till kyrkoherde i Vasa och prost i Österbotten. Efter freden i Nystad 1721 återtog han sin kyrkoherdebefattning i Ilmola. I en finsk runo uttalade han 1714 finländska folkets önskan och hopp om Karl XII: s återkomst till riket. Han författade även en finsk språklära, Grammatica fennica (tryckt 1733).